# Zanesovići (Bugojno, BiH)
Zanesovići (Zanasovići) su naseljeno mjesto u općini Bugojno, Federacija Bosne i Hercegovine, BiH.
U selu se nalazi istoimeno jezero.

## Povijest
Selo je stradalo u bošnjačko-hrvatskom sukobu. Nakon bitke za Bugojno, kuće i gospodarske zgrade Hrvata su spaljene ili minirane.

## Stanovništvo
Nacionalni sastav stanovništva 1991. godine, bio je sljedeći:
ukupno: 473
- Muslimani - 346
- Hrvati - 121
- ostali, neopredijeljeni i nepoznato - 6

### 2013.
Nacionalni sastav stanovništva 2013. godine, bio je sljedeći:
ukupno: 309
- Bošnjaci - 292
- Hrvati - 14
- ostali, neopredijeljeni i nepoznato - 3